# Sarcosuchus imperator
Sarcosuchus imperator (gr. "cocodrilo carnoso emperador") es una especie extinta de cocodrilomorfo neosuquio gigante del género Sarcosuchus, junto a la especie contemporánea de América del Sur S. hartti. que vivió durante el período Cretácico de la Era Mesozoica, hace aproximadamente 110 millones de años, en la zona que actualmente comprende el desierto del Sahara.

## Descripción
Sarcosuchus fue un pariente gigantesco de los cocodrilos, cuyo mayor individuo (catalogado como MNN 604) tiene un cráneo de 1.6 metros de largo de la punta del hocico a la parte posterior del cráneo, indicando una longitud total de entre 11 y 12 metros y un peso corporal aproximándose a las 8 toneladas. Las órbitas oculares sobresalían del cráneo y su hocico abarcaba dos tercios de la longitud craneal, considerablemente más ancho que el de los crocodiliformes de hocico alargado como el actual gavial, mientras que su mandíbula superior era más larga que la inferior, creando así una sobremordida.

### Bula

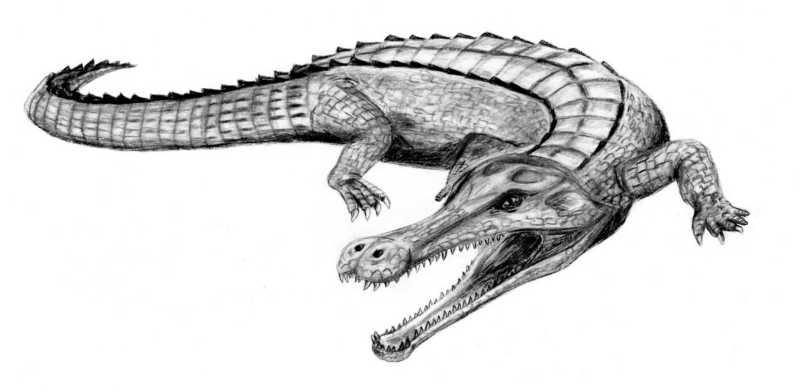
Recreación en vida de Sarcosuchus imperator

Al final de su hocico, Sarcosuchus presentaba una expansión, denominada bula, que ha sido comparada con la ghara vista en los gaviales pero a diferencia de esta, que es solo hallada en el gavial macho, la bula se encuentra en todos los cráneos de Sarcosuchus que se han encontrado hasta el momento, lo que sugiere que no era un rasgo de dimorfismo sexual. El propósito de esta estructura continúa siendo enigmático. Sereno y otros han consultado a varios expertos en reptiles sobre que creen que podría ser la bula. Las opiniones iban desde ser un potenciador de su olfato hasta ser un dispositivo de vocalización.

### Osteodermos
Los osteodermos, también conocidos como escudos dérmicos, de Sarcosuchus eran similares a los de goniofolídidos como Sunosuchus y Goniopholis, formando una superficie ininterrumpida que empezaba en la parte posterior del cuello hasta la mitad de la cola como se observa en Araripesuchus y otros crocodiliformes basales, muy diferente al patrón visto en los crocodilianos actuales, que presentan una discontinuidad entre los osteodermos del cuello y los del cuerpo.

### Tamaño

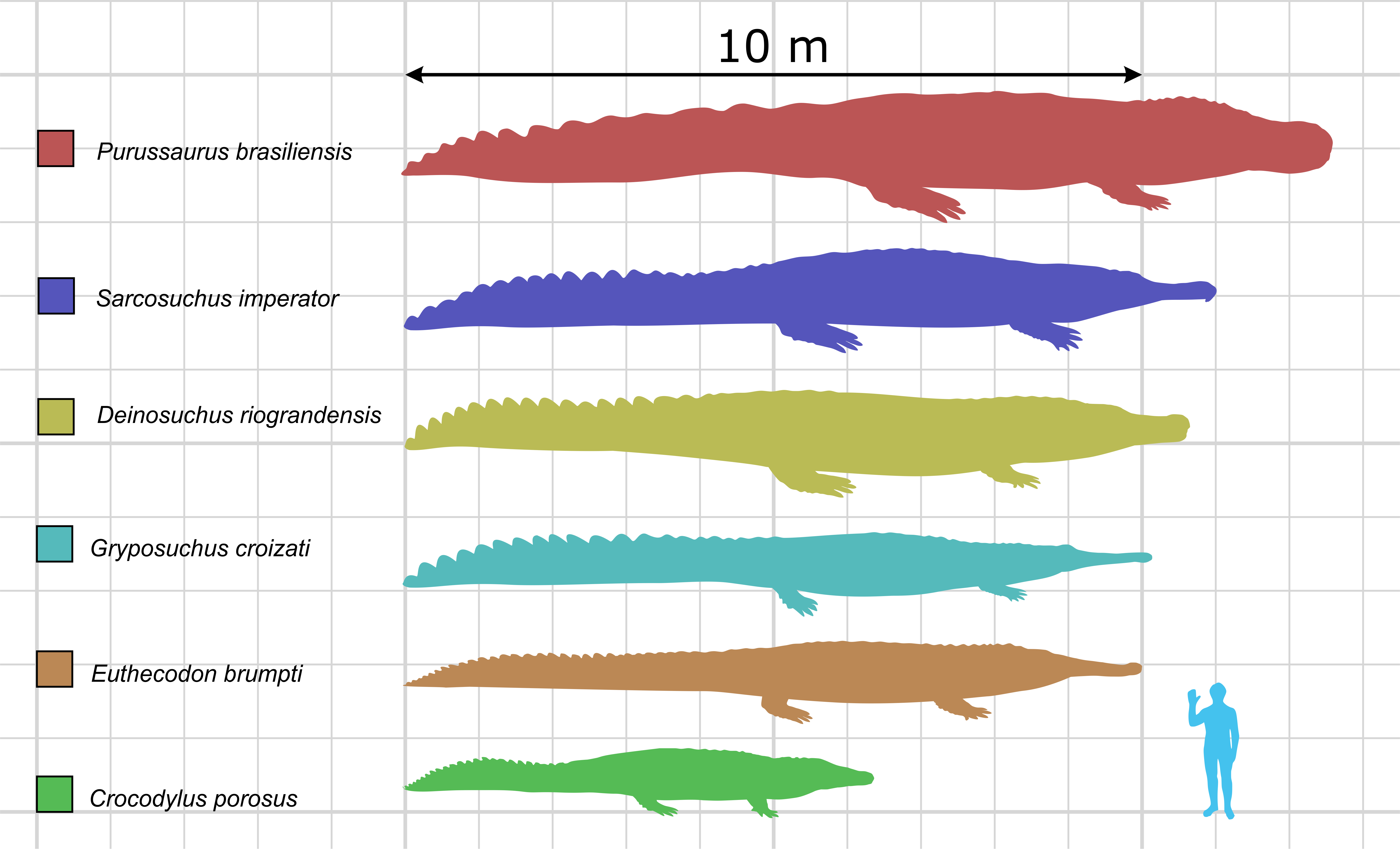
Tamaño de Sarcosuchus comparado a otros crocodiliformes.

Ya que no se conoce un esqueleto lo bastante completo para ayudar a estimar el tamaño corporal de Sarcosuchus, se usó la longitud del cráneo medida en la mitad desde la punta del hocico hasta la parte posterior de la bóveda craneana, dado que en los crorodilianos actuales, hay una fuerte correlación entre la longitud craneal y la longitud corporal total en los individuos subadultos y adultos sin una variación entre sexos que sea discernible. La ecuación de regresión para el gavial fue creada usando datos de 17 individuos en cautuverio en el norte de la India mientras que la del cocodrilo de agua salada proviene de 28 individuos salvajes del norte de Australia, siendo complementados por las medidas disponibles de individuos de más de 1.5 metros de longitud halladas en la literatura. Usando el mayor cráneo conocido de S. imperator, una media de los resultados de ambas ecuaciones da una longitud total estimada de 11.65 metros. Usando las ecuaciones lineares para el cocodrilo de agua salada se estimó que el mayor S. imperator conocido tenía una longitud hocico-cloaca de 5.7 metros, a su vez esto fue usado para estimar un peso corporal de 8 toneladas. Esto muestra que Sarcosuchus alcanzaba un tamaño máximo no solo mayor de los que se estimó inicialmente sino también superior al de Rhamphosuchus del Mioceno; solo Deinosuchus del Cretácico Superior y Purussaurus del Mioceno pueden haber logrado un tamaño corporal máximo comparable.

## Clasificación
Sarcosuchus no es un ancestro de los cocodrilos actuales, y de hecho no es un crocodiliano en la definición filogenética del término. Un crocodiliano es cualquier miembro del clado Crocodilia. Crocodilia incluye a todas las formas modernas, como a los cocodrilos propiamente dichos, los aligatores, etc., y a sus parientes prehistóricos inmediatos. Sarcosuchus es un miembro de la familia Pholidosauridae, más distantemente relacionado con los crocodilianos.
"Cocodrilo" es un término comúnmente usado en un sentido mucho más amplio. Los primeros reptiles semejantes a cocodrilos —los Crocodylomorpha— divergieron de la línea aviana de los arcosaurios, el grupo que incluye a los dinosaurios, aves y pterosaurios hace unos 230 millones de años durante el Triásico Inferior, y lucían un poco similares a los crocodilianos modernos. Tenían largas patas y cuerpos alargados cubiertos con armadura.
Hasta la década de 1980, los folidosáuridos fueron clasificados como parte del presunto suborden Mesosuchia, dentro del orden Crocodilia. Sin embargo, Benton y Clark determinaron en 1988 que Mesosuchia era un grupo parafilético, conteniendo al ancestro de todos los cocodrilos modernos. Un árbol evolutivo simplificado:
- Crocodylomorpha
  - Mesoeucrocodylia
    - Metasuchia
      - Neosuchia
        - Pholidosauridae
          - Sarcosuchus

        - Crocodilia (cocodrilos modernos)

Basándose en la estructura de su hocico, el pariente más cercano de Sarcosuchus es Terminonaris, mientras que Dyrosaurus y Pholidosaurus son parientes levemente más distantes. Como grupo, son formas piscívoras de hocico estrecho de ambientes de agua salada, exceptuando a Sarcosuchus con su hocico más ancho, siendo propio de ambientes ribereños.

## Descubrimiento

### Primeros hallazgos

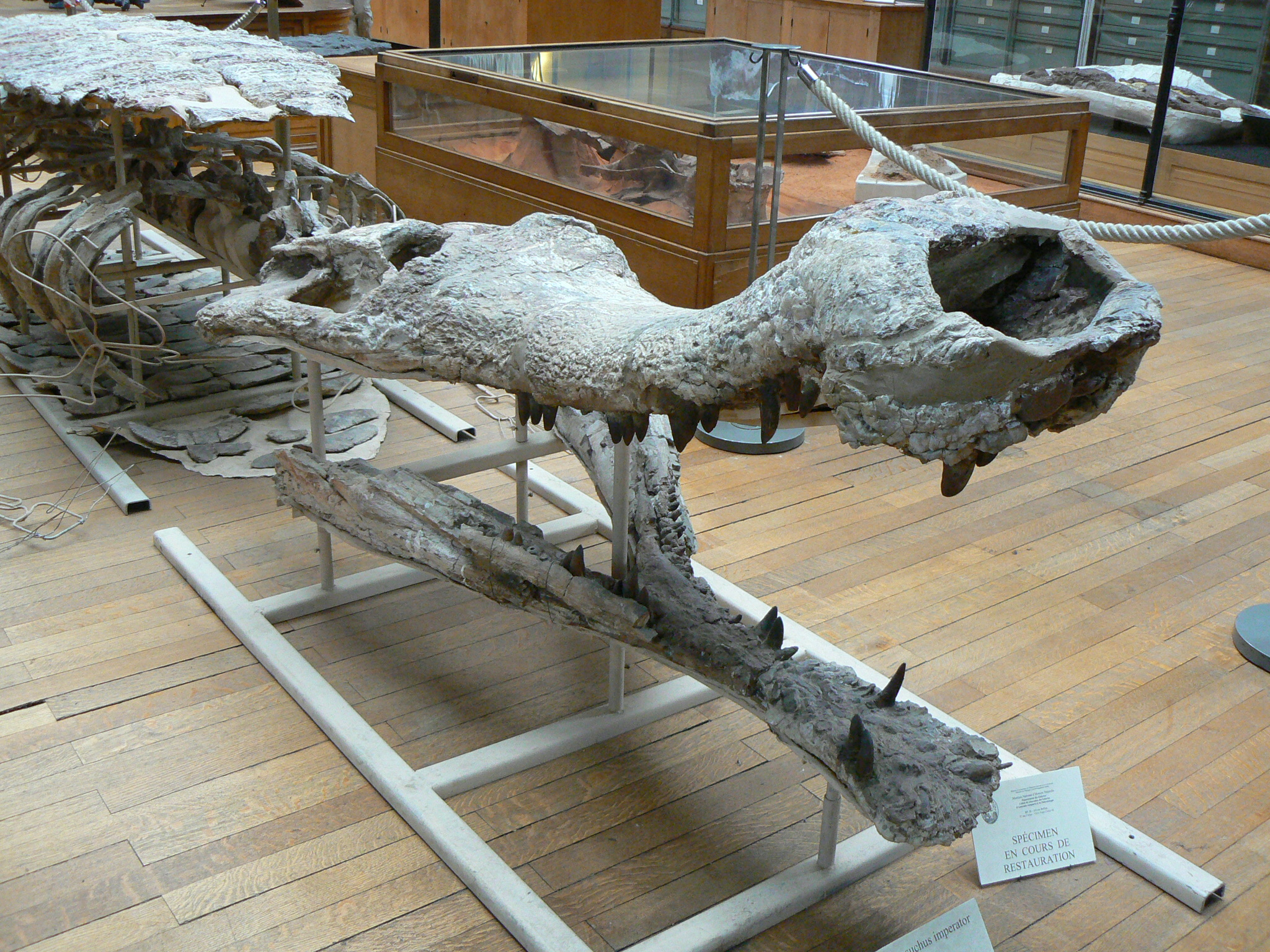
Holotipo de S. imperator

Durante el curso de varias expediciones al Sahara entre 1946 a 1959, lideradas por el paleontólogo francés Albert-Félix de Lapparent, se desenterraron varios fósiles de un crocodiliforme de gran tamaño en la región conocida como el Continental intercalaire, algunos de ellos encontrados en Foggara Ben Draou, cerca del pueblo de Aoulef, Argelia (informalmente conocidos como el cocodrilo de Aoulef) mientras que otros provenían de Gara Kamboute, al sur de Túnez. Los fósiles hallados eran fragmentos del cráneo, dientes, osteodermos y vértebras. En 1957, en la región ahora conocida como la Formación Elrhaz al norte de Níger H. Faure halló varios dientes aislados de gran tamaño. El estudio de este material por el paleontólogo francés France De Broin ayudó a identificarlos como provenientes de un nuevo crocodiliforme de hocico largo.
Más tarde, en 1964, el equipo de investigación del CEA francés descubrió un cráneo casi completo en la región de Gadoufaoua en el norte de Níger. Dicho cráneo fue enviado a París para su estudio se volvió el espécimen holotipo (número de catálogo MNN 604) del entonces nuevo género y especie Sarcosuchus imperator en 1966. El nombre del género proviene del griego "sarco" que significa carne y "suchus" que significa cocodrilo.

### Hallazgos recientes

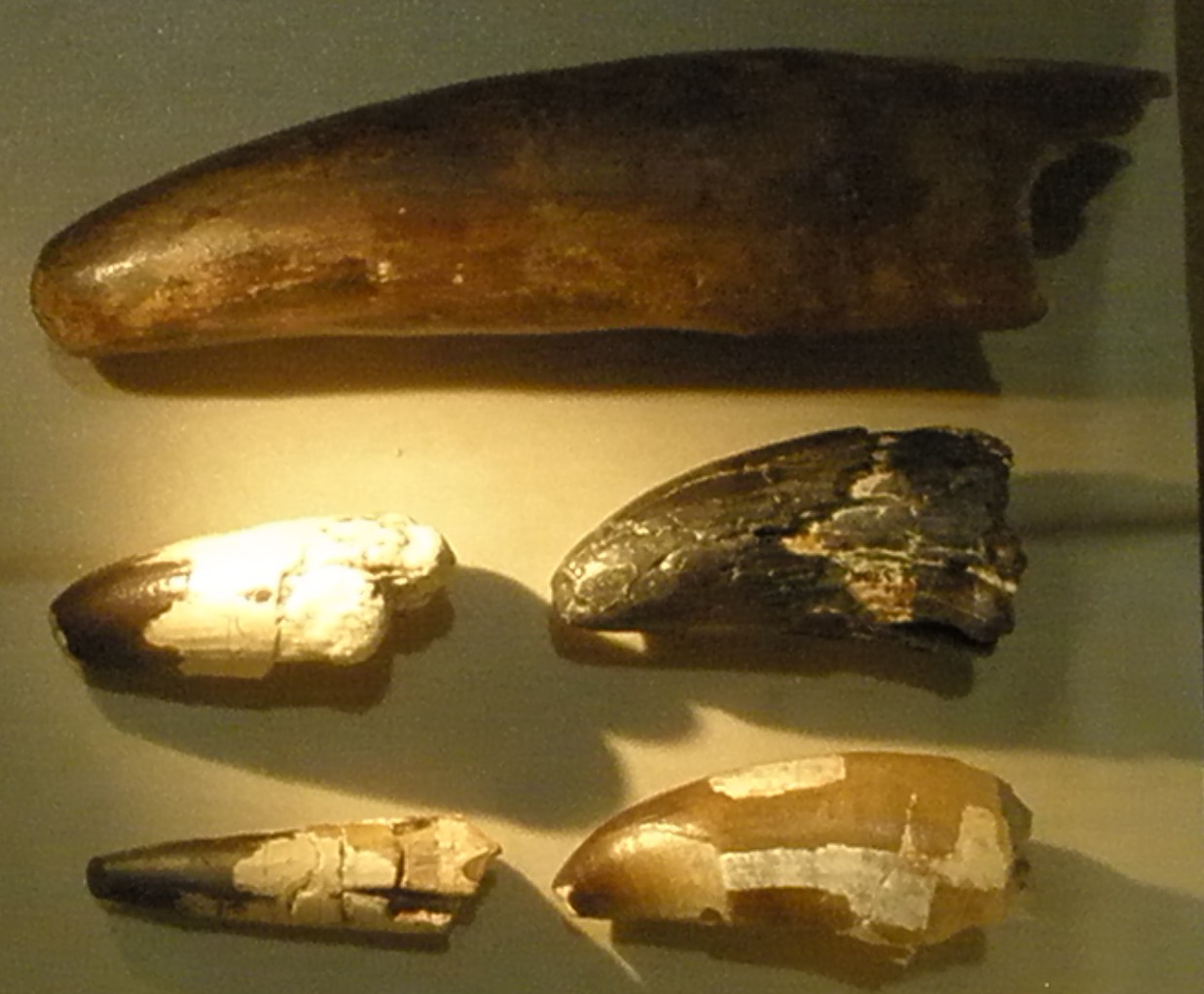
Dientes de S. imperator.

Los siguientes hallazgos principales ocurrieron durante las expediciones lideradas por el paleontólogo estadounidense Paul Sereno, en 1997 y la siguiente en 2000. Esqueletos parciales, numerosos cráneos y 20 toneladas de varios otros fósiles fueron recuperados de los depósitos de la Formación Elrhaz, la cual ha sido data en el final del Aptiense o inicios del Albiense durante el Cretácico. Tomó cerca de un año poder preparar los restos de Sarcosuchus.
Material fósil adicional fue hallado y descrito en 2010, procedente del área de Nalut, en el noroeste de Libia. Estos fósiles proceden de la Formación Cabao, que probablemente data de entre el Hauteriviense al Barremiense.

## Paleobiología

### Patrón de crecimiento
Basándose en el número de los anillos de crecimiento, también conocidos como líneas de crecimiento detenido, hallados en los osteodermos dorsales (o escudos) de un individuo subadulto de aproximadamente el 80 % del tamaño máximo de un adulto, se estima que S. imperator alcanzaba su tamaño máximo entre los 50-60 años de edad y dado que los crocodilianos no crecen activamente o viven por tanto tiempo, esto podría sugerir que, como se ha mostrado en Deinosuchus, S. imperator alcanzaba su tamaño gigantesco al incrementar la duración de su crecimiento rápido y no por acelerar la tasa de crecimiento del hueso como en los mamíferos grandes y los dinosaurios.

### Dieta

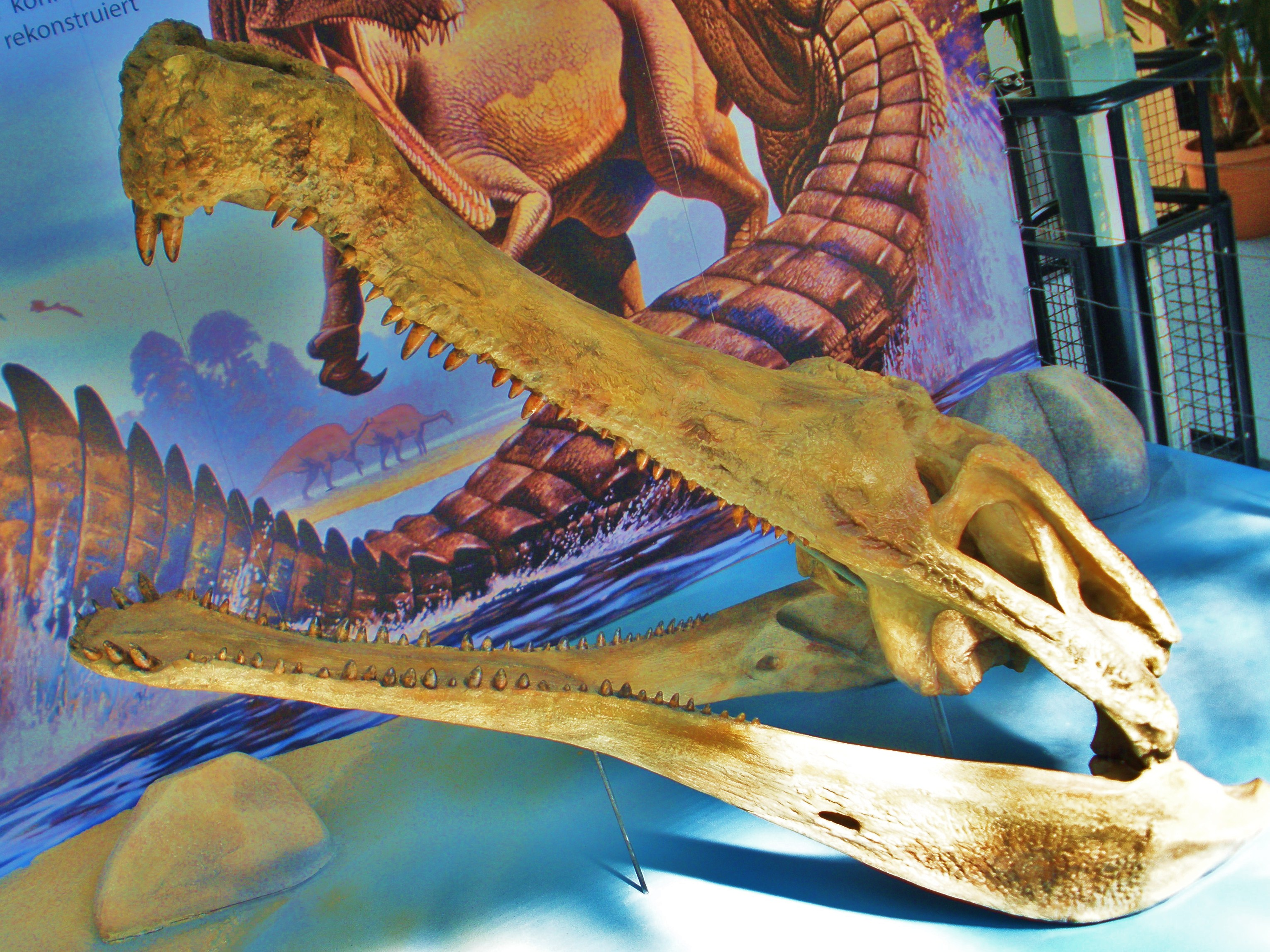
Cráneo reconstruido de Sarcosuchus.

El hocico de S. imperator es proporcionalmente largo, con más del 75 % de la longitud del cráneo y aunque el de los juveniles de S. imperator se parece a los hocicos de los gaviales y otros crocodilianos de hocico estrecho, el hocico de los adultos es considerablemente más robusto y ancho. Todos los dientes tienen coronas robustas de superficie suave. Su mandíbula superior presenta una sobremordida con respecto a la inferior, dejando un espacio de 10 centímetros entre ambas cuando la boca se cerraba, de modo que los dientes de la mandíbula inferior, con la excepción de los mayores, presentaban una oclusión con los de la mandíbula superior.
Estas características, entre otras, contrastan notoriamente con los de los crocodilianos devoradores de peces que poseen hocicos proporcionalmente más estrechos y alargados así como dientes entrelazados, por lo que los adultos de S. imperator pueden ser comparados con los grandes cocodrilos como el cocodrilo del Nilo, ya que tienen una dieta generalista que también incluye a grandes presas terrestres como los abundantes dinosaurios que vivían en la misma región.

### Hábitat
Los restos de S. imperator fueron hallados en una región del desierto de Ténéré denominada Gadoufaoua, más específicamente en la Formación Elrhaz del grupo Tegama, que data de entre el final del Aptiense a principios del Albiense durante el Cretácico Inferior, hace aproximadamente 112 millones de años. La estratigrafía de la región y la fauna acuática que se encontró allí indican que era un ambiente fluvial tierra dentro, de agua dulce con un clima tropical húmedo. S. imperator compartía las aguas con el pez holósteo Lepidotus y el celacanto Mawsonia; la fauna de dinosaurios de la región estaba representada por el iguanodontiano Lurdusaurus, el cual es el dinosaurio más común en la región, y su pariente Ouranosaurus, además de dos saurópodos Nigersaurus y una especie aún sin nombrar. Entre los terópodos se encontraba Suchomimus con su característico hocico alargado, el relativamente pequeño carcarodontosáurido Eocarcharia y el abelisáurido Kryptops.

## En la cultura popular
Sarcosuchus hizo una aparición como el monstruo del filme de la productora The Asylum Supercroc, aunque su tamaño era mucho mayor que el del animal verdadero y fue además capaz de sobrevivir a dos bombas antibúnker. Sarcosuchus también fue representado en la miniserie de la BBC Paseando con Dinosaurios, en el episodio especial Tierra de gigantes) así como en el documnetal de National Geographic Society titulado SuperCroc. Posteriormente apareció en el documental de 2009 Monsters Resurrected y en la serie documental de televisión de 2011 de la BBC Planet Dinosaur.

## Galería

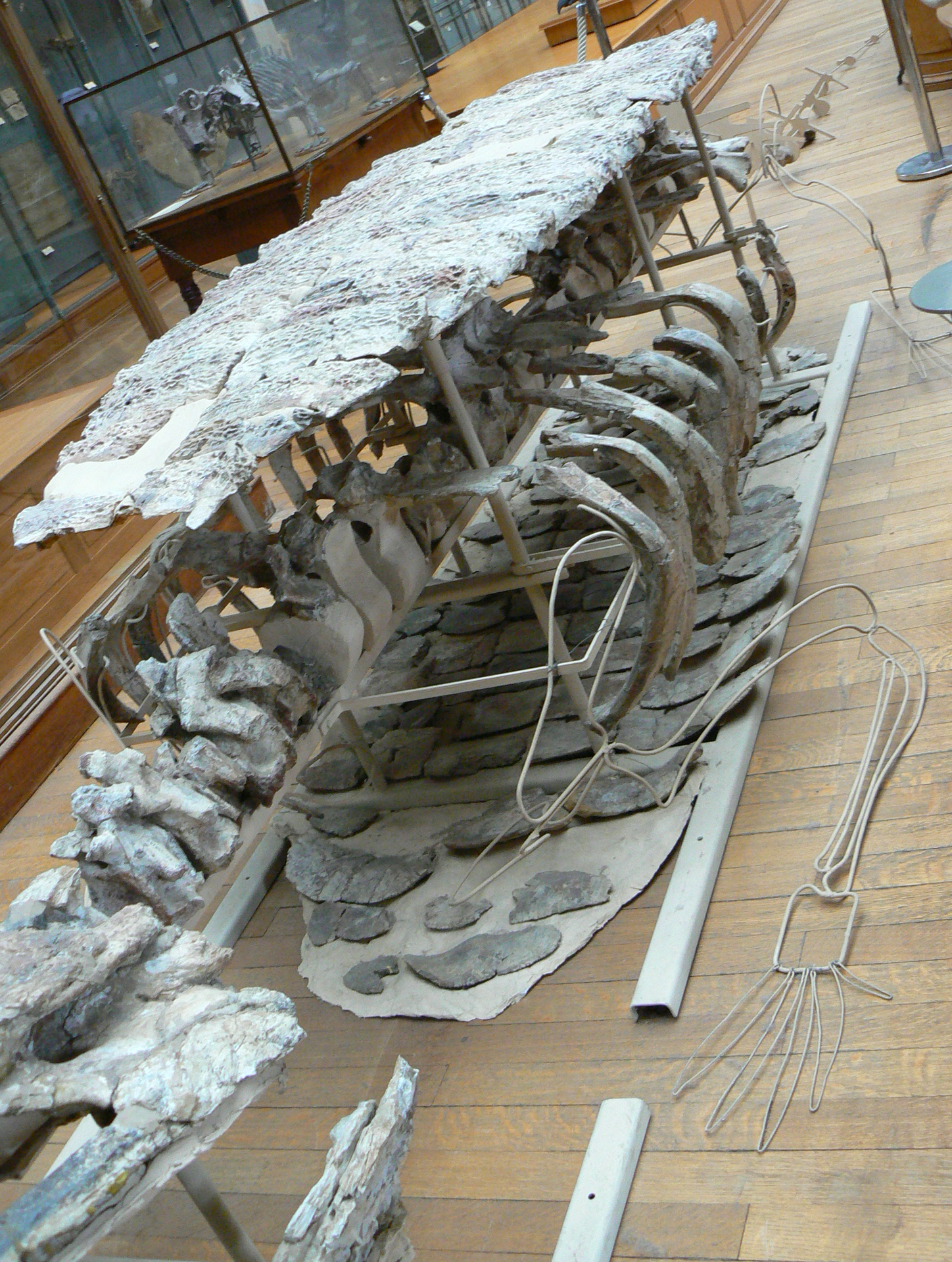
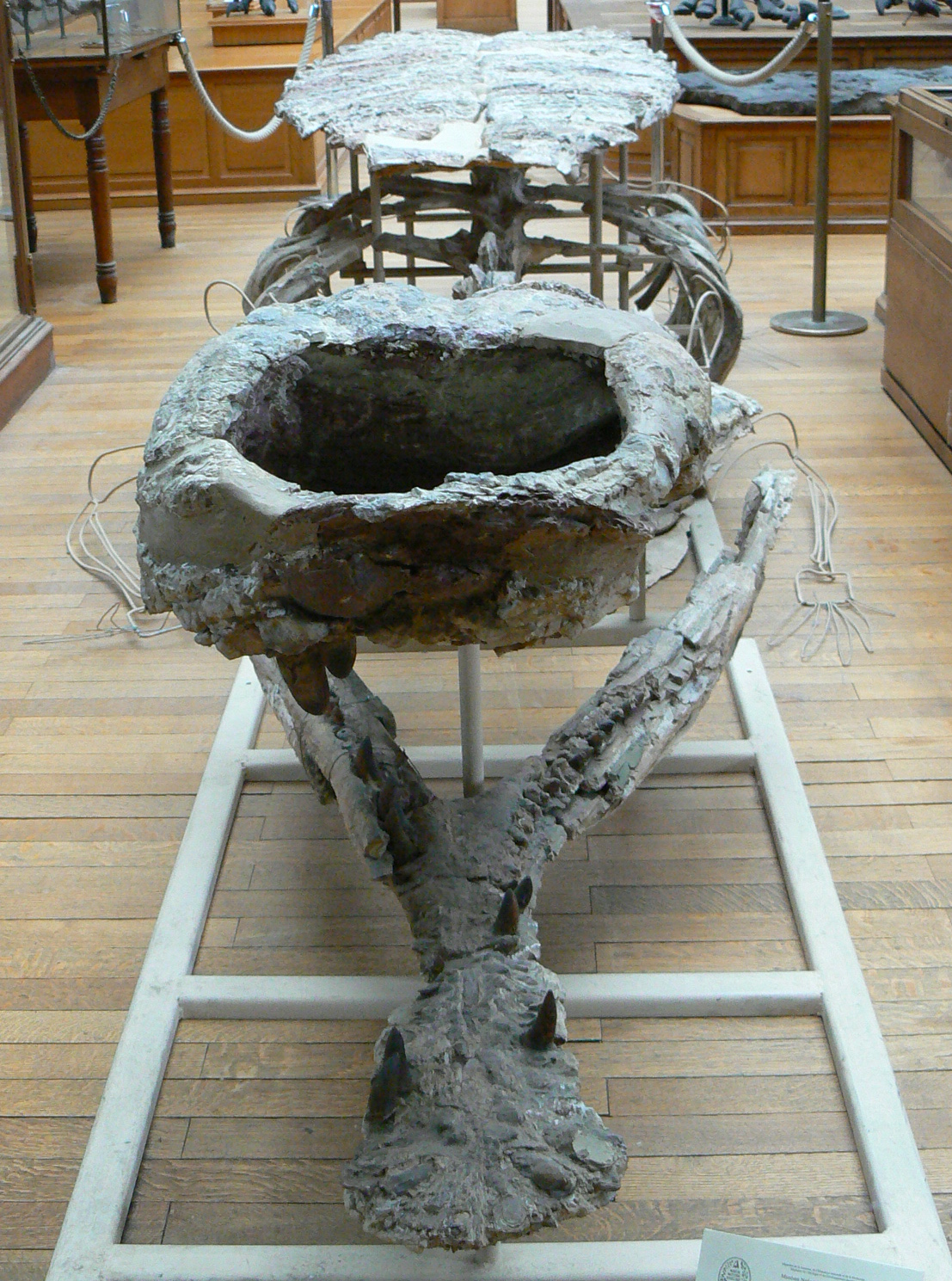
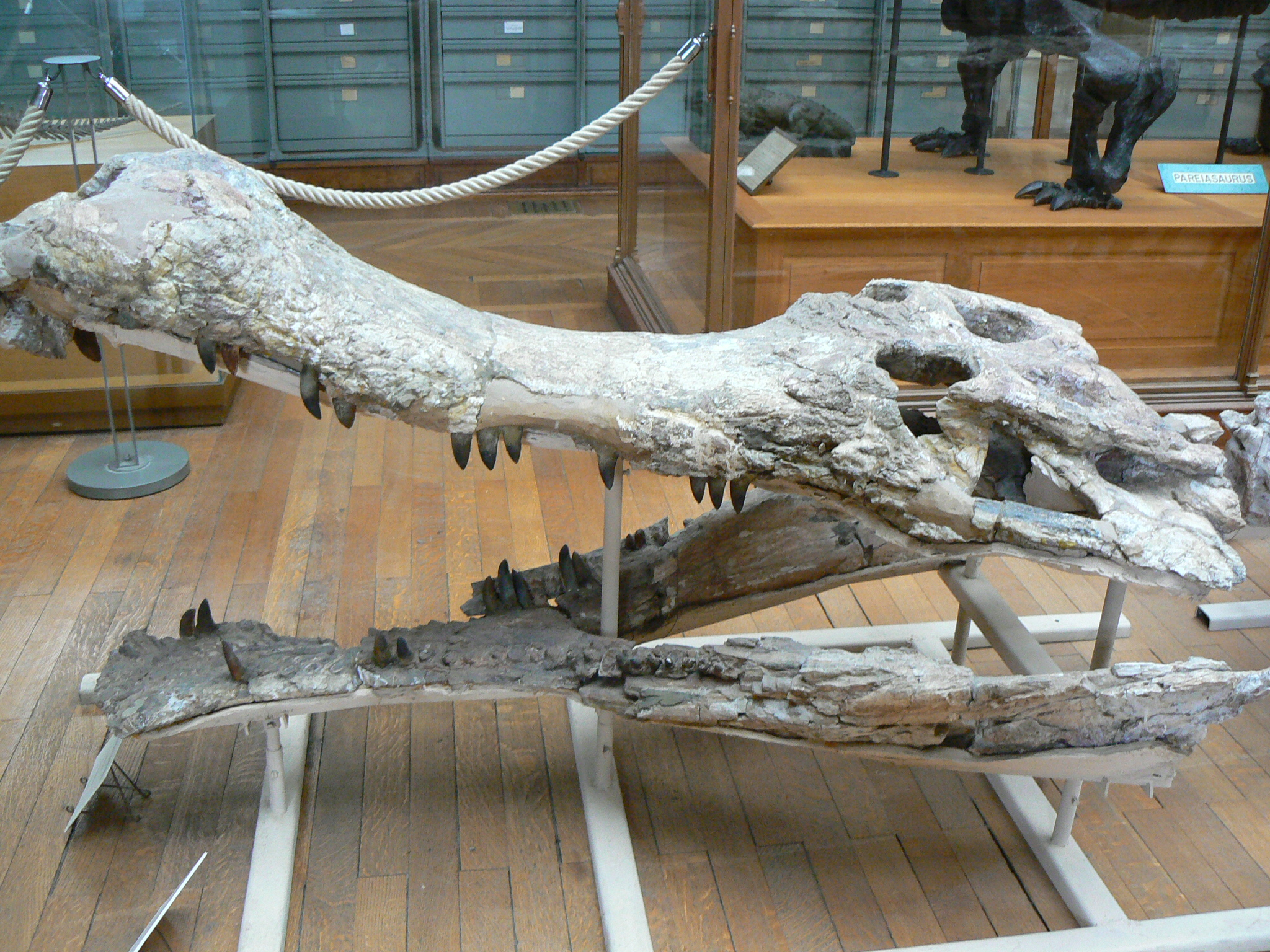
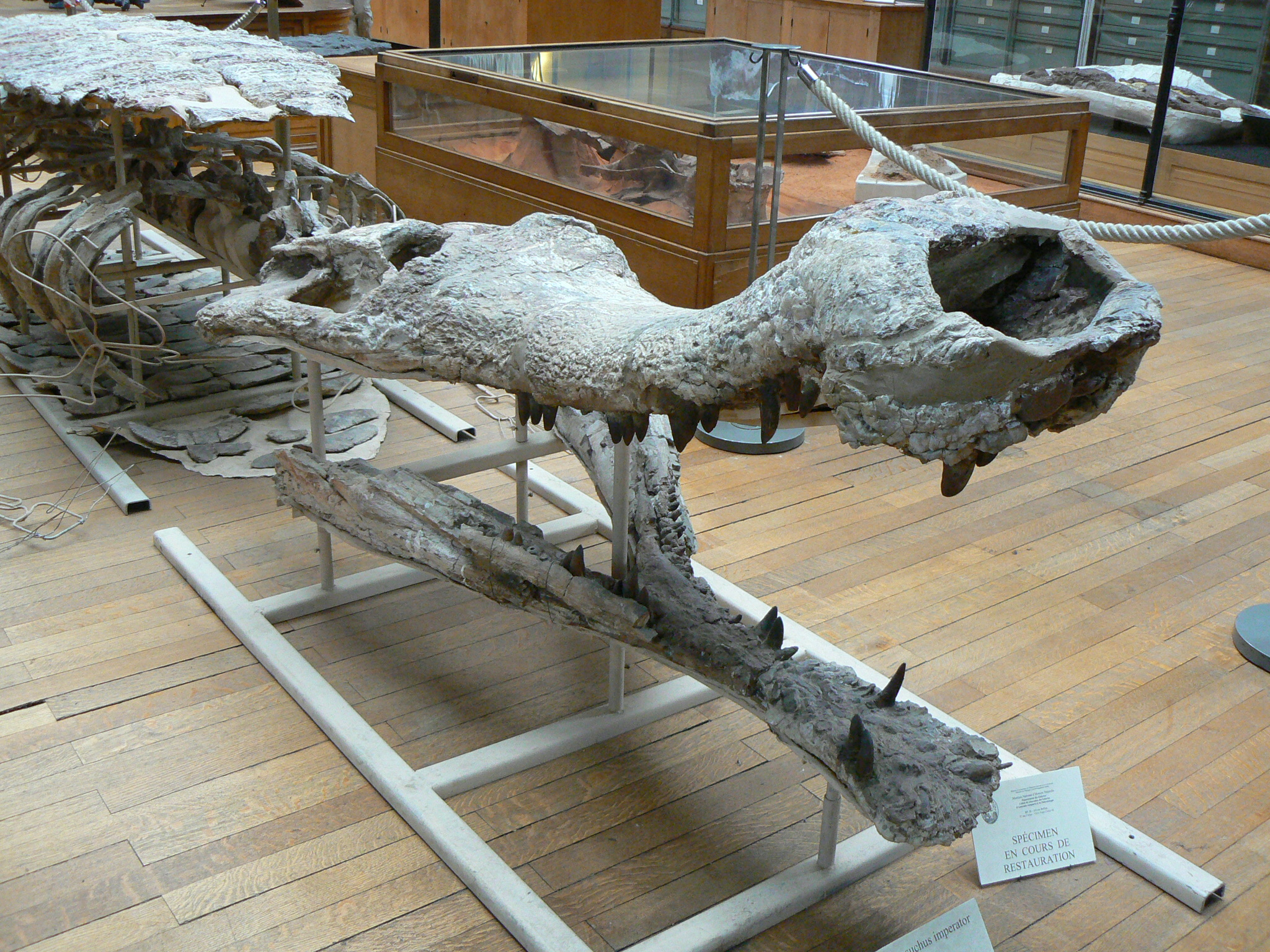
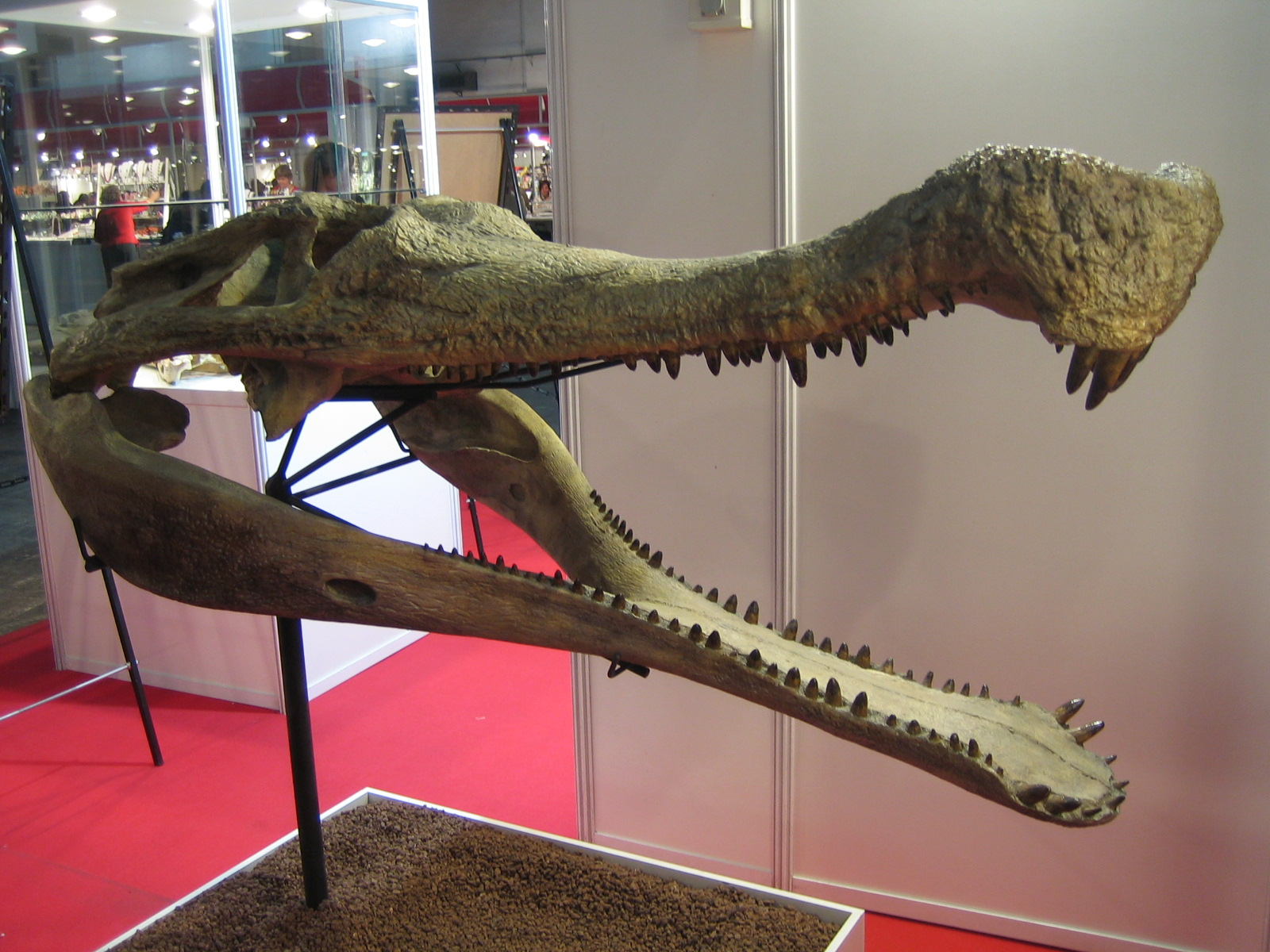